# شهرستان زیشی
شهرستان زیشی (به لاتین: Zixi County) یک شهرستان‌های جمهوری خلق چین در چین است که در فوژوا واقع شده‌است.